# Epidendrum smaragdinum
Epidendrum smaragdinum är en orkidéart som beskrevs av John Lindley. Epidendrum smaragdinum ingår i släktet Epidendrum och familjen orkidéer. Inga underarter finns listade i Catalogue of Life.